# Biljana Majstorović
Biljana Majstorović (in serbo Биљана Мајсторовић?; Belgrado, 31 dicembre 1959) è un'ex cestista jugoslava.

## Carriera
Con la Jugoslavia ha disputato due edizioni dei Giochi olimpici (Mosca 1980, Los Angeles 1984), i Campionati mondiali del 1983 e cinque edizioni dei Campionati europei (1978, 1980, 1981, 1983, 1989).